# 哈帕·布拉尔
哈帕·布拉尔（英語：Harpal Brar，1939年10月5日—2025年1月25日）印度裔英国共产主义者、作家、商人。

## 生平
布拉尔生于印度，1962年来到英国，自1979年担任《挑战》杂志的编辑。1996年，他放弃了威斯敏斯特大学法律学教职投入政治活动。2004年，布拉尔创办大不列颠共产党（马列）并任党主席。